# José Arranz
José Arranz Arranz, (Mambrilla de Castrejón, Burgos; 17 de febrero de 1930-Torralba del Moral, Soria; 12 de marzo de 2018) fue un sacerdote español, fundador de Caja Rural de Soria.

## Biografía
Realizó los estudios eclesiásticos en el Seminario diocesano de Burgo de Osma. Posteriormente se licenció en teología y filosofía en la Universidad de Salamanca; en filosofía y letras en la Universidad de Navarra; y el doctorado en historia del Arte en Pamplona y Barcelona.
El 31 de agosto de 1952, recibió la ordenación sacerdotal de manos del obispo de Osma-Soria, Saturnino Rubio Montiel en la catedral burgense. Su primer encargo pastoral le llevó a los municipios castellanos de Huerta del Rey y San Esteban de Gormaz. Posteriormente atendió otras parroquias de la zona: Burgo de Osma (1955-1963), Barcebal, Barcebalejo, Berzosa, Quintanilla de Tres Barrios, Rejas de San Esteban y Sotos del Burgo.
También se le encomendó la capellanía del monasterio de las Madres Carmelitas en Burgo de Osma y de la Asociación Pública de Fieles Reparadores de Nuestra Señora la Virgen de los Dolores, en El Escorial, Madrid.
Fue nombrado delegado episcopal de Catequesis y Enseñanza religiosas (1959-1976), delegado episcopal de arte (1970-1994), canónigo de la Catedral de El Burgo de Osma (1986-1998), y presidente del cabildo. Dedicó buena parte de su vida a la docencia en el Colegio de San Vicente de Paúl en El Burgo y al seminario Santo Domingo de Guzmán.
Supo compatibilizar su labor sacerdotal con otras actividades como: la gestión del patrimonio artístico de la diócesis soriana, el impulso y difusión de las apariciones de la Virgen del Escorial, y la fundación e impulso de la Caja Rural de Soria, cooperativa de crédito, que le rindió un merecido homenaje en 2016.
Falleció en la residencia Nuestra Señora de la Luz de Torralba del Moral, el 12 de marzo. Su funeral se celebró en la catedral de El Burgo, presidida por el obispo de Osma-Soria, Abilio Martínez Varea.